# Juliet Wilson Bareau
Juliet Wilson Bareau (ur. 9 sierpnia 1935) – brytyjska krytyczka i historyk sztuki. Głównym przedmiotem jej badań i publikacji są hiszpański malarz Francisco Goya oraz francuski impresjonista Édouard Manet.
W 2008 roku zabrała głos w głośnej polemice zapoczątkowanej przez Muzeum Prado na temat autorstwa obrazu Kolos, przypisując je uczniowi Goi, a nie samemu artyście.
W 1974 r. wydała razem z Pierre'em Gassierem katalog twórczości Goi zatytułowany Vida y obra de Francisco de Goya (wyd. Juventud de Barcelona). Iberysta Nigel Glendinning określił je mianem najlepszego i najbardziej kompletnego katalogu dzieł Goi.

## Dzieła
- Disasters of War (we współpracy z Johnem Willettem i Anthonym Griffithsem)
- Goya (we współpracy z Pierre'em Gassierem)
- Goya
- Goya's prints
- Goya: Truth and Fantasy
- Goya, la década de los Caprichos
- Hidden face of Manet
- Manet
- Manet and the American Civil War
- Manet by Himself Handbook
- Manet, Monet, and the Gare Saint-Lazare
- Manet, the execution of Maximilian